# ISO 3166-2:EC
ISO 3166-2:EC is een ISO-standaard met betrekking tot de zogenaamde geocodes. Het is een subset van de ISO 3166-2 tabel, die specifiek betrekking heeft op Ecuador.
De gegevens werden tot op 23 november 2017 geüpdatet op het ISO Online Browsing Platform (OBP). Hier worden 24 provincies - province (en) / province (fr) / provincia (es) - gedefinieerd.
Volgens de eerste set, ISO 3166-1, staat EC voor Ecuador, het tweede gedeelte is een eenletterige of een tweeletterige code.

## Codes
| Code  | Naam                           |
| ----- | ------------------------------ |
| EC-A  | Azuay                          |
| EC-B  | Bolívar                        |
| EC-F  | Cañar                          |
| EC-C  | Carchi                         |
| EC-H  | Chimborazo                     |
| EC-X  | Cotopaxi                       |
| EC-O  | El Oro                         |
| EC-E  | Esmeraldas                     |
| EC-W  | Galápagos                      |
| EC-G  | Guayas                         |
| EC-I  | Imbabura                       |
| EC-L  | Loja                           |
| EC-R  | Los Ríos                       |
| EC-M  | Manabí                         |
| EC-S  | Morona Santiago                |
| EC-N  | Napo                           |
| EC-D  | Orellana                       |
| EC-Y  | Pastaza                        |
| EC-P  | Pichincha                      |
| EC-SE | Santa Elena                    |
| EC-SD | Santo Domingo de los Tsáchilas |
| EC-U  | Sucumbíos                      |
| EC-T  | Tungurahua                     |
| EC-Z  | Zamora Chinchipe               |